# Пинчура, Ян
Ян Пинчура (пол. Jan Pinczura; 20 октября 1960, Балин) — польский гребец-каноист, выступал за сборную Польши на всём протяжении 1980-х годов. Обладатель бронзовой медали международного турнира «Дружба-84», победитель регат национального значения, участник двух летних Олимпийских игр.

## Биография
Ян Пинчура родился 20 октября 1960 года в деревне Балин, Малопольское воеводство. Активно заниматься греблей начал в раннем детстве, проходил подготовку в нескольких спортивных клубах Чеховице-Дзедзице, в том числе в клубе «Горник».
Первого серьёзного успеха на взрослом международном уровне добился в 1980 году, когда одержал победу в зачёте национального первенства и попал в основной состав польской национальной сборной, в результате чего отправился выступать на летних Олимпийских играх в Москве. Вместе с напарником Мареком Допералой участвовал здесь в программе двухместных каноэ на дистанции 1000 метров — смог выйти в финальную стадию турнира, но в решающем заезде финишировал только шестым.
Как член сборной в 1984 году Пинчура должен был участвовать в Олимпийских играх в Лос-Анджелесе, однако страны социалистического лагеря по политическим причинам бойкотировали эти соревнования, и вместо этого он выступил на альтернативном турнире «Дружба-84» в Восточном Берлине, где тоже был успешен, в частности завоевал бронзовую медаль в одиночном полукилометровом разряде, пропустив вперёд только немца Олафа Хойкродта и советского гребца Ивана Клементьева.
Благодаря череде удачных выступлений в 1988 году Ян Пинчура удостоился права защищать честь страны на Олимпийских играх в Сеуле — в одиночной полукилометровой дисциплине был близок к призовым позициям, тем не менее, в финальном заезде оказался на финише лишь пятым. Также участвовал в одиночной километровой программе, но здесь дошёл только до стадии полуфиналов, где был дисквалифицирован. Вскоре после сеульской Олимпиады принял решение завершить карьеру спортсмена, уступив место в сборной молодым польским гребцам.
После завершения спортивной карьеры работал водителем грузовика. Ныне с семьёй проживает в Чеховице, женат, есть ребёнок.